# Kutsshundika
Kutsshundika (Kučundika; kod Hodgea Kutshundika; kod Swantona Kutsshundika), jedna od pet glavnih skupina šošonskih Bannock Indijanaca iz južnog Idaha, koji su svoja imenima dobivali prema svojim glavnim prehrambenim izvorima. Njihovo ime označava jedače bizona. 
Ostale četiri skupine bile su Shohopanaiti ili Cottonwood Bannock, Penointikara ili jedači meda Honey-eaters i Waradika ili jedaći zobena sjemenja (Rye-grass seed-eaters).